# うたたねひろゆき
うたたね ひろゆき（1966年6月15日 - ）は、日本の男性漫画家、イラストレーター、同人作家。新潟県長岡市出身。妻は同じく漫画家の蘭宮涼。宇宙作家クラブ会員。

## 略歴
10代の頃から漫画を投稿し始めるも、漫画家になる気はなかった。大学卒業後は就職し、友人の同人誌の手伝いをする。これがきっかけで、漫画の仕事の依頼が来るようになった。
初期は成人誌で活動していたが、作品集『COUNT DOWN』刊行後は青年誌に活動の場を移している。青年誌での作品は、『セラフィック・フェザー』や『天獄』など。デビュー以来、少女の肢体をエロティックに描く作家として評価されている。
また、人気同人サークル「UROBOROS」を主宰し、成人向け同人誌を多数執筆していることでも知られる。オタクを自認しており、掲載誌の近況コメントなども、自身の参加した同人誌即売会やフィギュアなどの話題が多い。
『コンプティーク』（角川書店）で「リスティス」を連載していた当時はわたぬきほづみのペンネームを使用していたが、『電撃王』（アスキー・メディアワークス）へ移籍した後は、うたたねひろゆき名義に統一。名義変更の際には、「わたぬきほづみ失踪」のジョーク記事が誌面に掲載された。
ペンネームの「うたたねひろゆき」「わたぬきほづみ」はそれぞれ漢字で「一二三四五」「四月一日八月一日」と書き、当初は漢字の表記を用いていた。初作品集『COUNT DOWN』の表題は「一二三四五」→「5・4・3・2・1」→「カウントダウン」の連想で付けられている。近年、目の焦点が合いにくくなる眼病を患い、ペン入れ自体が難しくなり、作品数を絞ってはいるが、その美しい筆致は健在である。
影響を受けたイラストレーターに安彦良和、いのまたむつみを挙げている。

## 作品リスト

### 漫画
- 闇語り =鬼哭の章=（少年サンデー大別冊）
- COUNT DOWN（短編集、富士美出版、成人向け作品）
- NEVES（サイバーコミックス掲載）
- トップをねらえ! アストロ兵団（コミックガンバスター2掲載）
- セラフィック・フェザー（原作：森本洋→武田俊也、月刊アフタヌーン、講談社、1993年 - 2008年、全11巻）
- 大合作（月刊アフタヌーン1997年2月号）
- 誘惑 エロティック・エキセントリック
- リスティス（コンプティーク→電撃王→月刊コミック電撃大王、1992年 - 休載中、メディアワークス、既刊2巻）
- 禍神風塵帖（アクションHiP→月刊コミック電撃大王）
- グラス・ガーデン（アフタヌーンシーズン増刊）
- 天獄 -HEAVEN'S PRISON-（ウルトラジャンプ、2002年 - 2015年、集英社、全12巻）
- PROJECT G げんしけん「同人誌」
- バレット×ファング（COMIC MeDu、2019年 - 連載中、既刊3巻）

### アニメ
- 美少女戦士セーラームーンS（原画）
- アイドル防衛隊ハミングバード（『ザッピングdeショッキング』特典ポスター）
- クール・ディバイシスシリーズ（『SACRED GIRL 聖少女』原作）
- 誘惑COUNT DOWN（原作）
- 誘惑COUNT DOWN 鏡（原作）
- Hi・Me・Go・To（企画、原作）
- 新世紀エヴァンゲリオン（原画）

### イラスト
- 百星聖戦紀
- TECH GIAN（創刊号表紙）
- クイーンズブレイド（スティックポスターコレクション）
- ToHeart2（向坂環スポーツタオル）
- 悠久の車輪

### ゲーム
- ザ・クイーン・オブ・デュエリスト（キャラクターデザイン、イベント原画）
- バーチャコール（キャラクター原案）
- ステラアサルトSS（キャラクターデザイン、ゲーム中では使用せず）
- 麻雀四姉妹 若草物語（キャラクター原案）アーケードゲーム、セガサターンにも移植
- エヴァと愉快な仲間たち 脱衣補完計画!（イベント原画）
- イノセントティアーズ（キャラクターデザイン、3Dキャラ監修）

### その他
- エヴァンゲリオン ANIMA（キャラクターデザイン）
- SRカプコン リアルフィギュアコレクション（ブリス化デザイン）